# ندکول‌برتیا
ندکول‌برتیا (نام علمی: Nedcolbertia) نام یک سرده از شاخه طنابداران است.